# Pouldreuzic
Pouldreuzic é uma comuna francesa na região administrativa da Bretanha, no departamento Finisterra. Estende-se por uma área de 16,7 km². Em 2010 a comuna tinha 2 210 habitantes (densidade: 132,3 hab./km²).